# Тот
Тот е смятан за едно от най-важните божества в египетската митология. Считан е от древните египтяни за бог на мъдростта, занаятите, йероглифите и науката. Изобразяван е като мъж с глава на ибис или павиан, като и двете животни са свещени за него. Тъй като съществува съответствие между египетските богове и дванадесетте зодиакални знака, считало се е, че той е представител на знака Дева. Главният му храм се е намирал в град Кмун. По време на Гръцко-Римската ера градът е преименуван на Хермополис Магна с препратка към Тот, когото елините смятали за еквивалент на техния бог Хермес. Той имал и множество други светилища в градовете Абидос, Хесерт, Урит, Пер-Аб, Та-Ур, Сеп, Хат, Пселкет, Талмсис, Анча-Мутет, Бах, Амен-хери-аб и Та-кенс.
| G26 | t · Z4 |

| G26 | t · Z4 |

Тот също така е считан за бог на писмеността, който дал на хората йероглифите. Негово дело е Книга на Тот, Изумрудените скрижали на Тот атланта, Кабалион, Поймандрес, Изумрудната скрижала, Корпус Херметикум и Златният Триктат на Хермес Трисмегист. В 108 златни ламини той описва човешкия живот и съпътстващите го цикли, както и свещената тайна за съществуването му. Много от тези ламини не са запазени в същинската си цялост. Тот има участие и в „Книга на мъртвите“, която по тогавашно време е наричана „Книга за възлизането на душата към светлината на деня“. Той записвал присъдите на мъртвите. Мъртвите били подлагани на Съд на душата. Ако се отсъди, че сърцето е с „истинен глас“, чрез изпитанието на Великия Баланс, душата може да стъпи в Царството на Мъртвите. Но ако не е с „истинен глас“ и по-тежко от перото на истината, Великият Баланс го отсъжда и сърцето се поглъща от сърцеяда Аммут, който има глава на крокодил и тяло на лъв и хипопотам.
Тот играе жизнена роля в египетската митология, като поддържането на вселената. Той е едно от двете божества, които стоят от двете страни на лодката на Ра. Той също се счита за езика и сърцето на бога на слънцето Ра, по начина, по който завещанието на Ра е било преведено в говор. В по-късната история на Древен Египет Тот е свързван с арбитража на спорове, изкуството на магията, развитието на науката и отсъждането на мъртвите души.

## Изобразяване
Тот е изобразяван по много начини, в зависимост от епохата и аспектите, които художникът е пожелавал да предаде. Обикновено е изобразен в човешката си форма с глава на ибис. В тази си форма, с поставянето на лунен диск над полумесец върху главата му, той може да бъде представен и като отговорник за времето и сезоните. Когато се изобразява като Шу или Анкхер, той е със съответното украшение за глава. Понякога носи короната Атеф, или Обединената Корона на Горен и Долен Египет Пшент. Когато не е изобразен в тази обща форма, понякога той приема директно облика на ибис. Може да се появи и като куче с глава на павиан или човек с глава на павиан, когато той е А'ан, богът на равновесието.